# Seeschlacht im Öresund (1427)
Die Seeschlacht im Öresund vom 11. Juli 1427 war ein Seegefecht zwischen dänischen, schwedischen und hanseatischen Kriegs- und Handelsschiffen während des Dänisch-Holsteinisch-Hanseatischen Krieges. Da sich die Manöver der beteiligten dänischen, schwedischen und hanseatischen Geschwader während des Gefechts vom Øresund bis vor die Küste Kopenhagens und in die Køgebucht erstreckten, wurde das Treffen gelegentlich auch als Seegefecht bei Kopenhagen oder Seegefecht in der Køgebucht überliefert.

## Ausgangslage
König Erik, Herrscher über die in der Kalmarer Union vereinigten nordischen Reiche Dänemark, Norwegen und Schweden, hatte durch die Einführung des Sundzolls 1426 einen Krieg mit der Hanse provoziert. Den Øresund passierende Hanseschiffe, die diesen Zoll nicht zahlen wollten, wurden von den Dänen aufgebracht. Um die aus Westeuropa zurückkehrende Baiensalzflotte dagegen zu sichern, wurde eine hanseatische Kriegsflotte als Geleitschutz in den Sund entsandt.

## Kämpfe zwischen Øresund und Køgebucht
Unter dem Kommando des Lübecker Bürgermeisters Tidemann Steen trafen 36 Lübecker, Hamburger und Wismarer Kriegsschiffe vor Kopenhagen auf 33 dänische und schwedische Kriegsschiffe, die von Herzog Barnim VIII. kommandiert wurden. (David Nicolle zufolge waren einige dieser nordischen Schiffe unter königlich-dänischer Flagge fahrende englische Kaperschiffe mit englischen Besatzungen.)
Obwohl Steen den Befehl hatte, sich auf keinen Kampf einzulassen, bevor die Handelsschiffe gesichert seien, griff er die königliche Flotte an. Da Barnim das dänische und das schwedische Geschwader aber getrennt operieren ließ, teilte auch Steen seine Flotte. Steen selbst führte das Lübecker Geschwader gegen die von Reichsrat Greger Magnusson befehligten Schweden, während Bürgermeister Hein Hoyer mit seinem Hamburger Geschwader gegen Barnims Dänen kämpfte. Das Wismarer Geschwader unter Bürgermeister Johann Bantzkow und Ratsherr Hinrik van Haren griff nicht rechtzeitig in den Kampf ein.
Gegen die Schweden waren die Lübecker zunächst siegreich. Sie konnten einige Schiffe entern, eine kostbare Schiffsflagge erbeuten und sogar Greger Magnusson gefangen nehmen. Die Dänen aber setzten den Hamburgern zu. Beim dänisch-schwedischen Gegenangriff wurde das Hamburger Geschwader in Untiefen vor Kopenhagen auf Grund getrieben und von den zurückweichenden Lübecker Schiffen im Stich gelassen. Die Dänen eroberten nicht nur die Hamburger Schiffe, sondern bis zum 25. Juli auch die gesamte, nunmehr schutzlose Handelsflotte.
Die Niederlage führte zu politischen Unruhen in den Hansestädten. Steen wurde abgesetzt, enteignet und für drei Jahre in das Turmgefängnis des Lübecker Marstalls geworfen. Van Haren wurde vom Wismarer Mob gelyncht, Bantzkow wurde öffentlich hingerichtet. Hoyer blieb bis zum Waffenstillstand von 1432 in dänischer Gefangenschaft. Ebenso lange blieb Magnusson in Lübecker Gefangenschaft.